# Isaac Cuenca
Joan Isaac Cuenca López, meglio conosciuto come Isaac Cuenca (Reus, 27 aprile 1991), è un ex calciatore spagnolo, di ruolo attaccante.
Nel 2012 è stato inserito nella lista dei migliori giovani nati dopo il 1991 stilata da Don Balón.

## Biografia
Prima di diventare calciatore professionista era un freestyler e si esibiva in tipologie di palleggio complesse, acrobatiche, visivamente spettacolari e molto tecniche. Questa disciplina nasce dal calcio di strada.

## Caratteristiche tecniche
Viene utilizzato normalmente come ala, ha una grande capacità di dribbling e di mettere buoni cross.

## Carriera

### Club

#### Gli inizi
Si unisce al Barcellona nel 2003, a 12 anni. Al terzo anno delle giovanili torna alla squadra della sua città natale cioè al Reus dove rimane per due stagioni.
Nel 2009 torna al Barcellona fino ad arrivare nel 2010 nelle trafile del Barcellona B. Fa il suo debutto professionistico nel 2010 in prestito al Sabadell, squadra della Catalogna, in quell'anno militante nella Terza Divisione spagnola. Ha concluso il prestito al Sabadell dopo aver disputato 32 presenze segnando 4 gol e ottenendo la promozione nella Seconda Divisione.

#### Barcellona e il prestito all'Ajax
Nel giugno del 2011 viene chiamato da Josep Guardiola, allenatore della prima squadra del Barcellona, ad allenarsi con la prima squadra nel ritiro pre-stagionale, venendo impiegato nell'amichevole estiva contro l'Hajduk Spalato. Cuenca debutta nel Barcellona B il 4 settembre 2011, giocando gli ultimi 29 minuti e segnando l'ultimo gol dei quattro gol segnati al Cartagena.
Il 19 ottobre 2011 arriva l'esordio con la maglia della prima squadra, in Champions League, sostituendo David Villa nella partita vinta 2-0 contro il Viktoria Plzeň. Il 25 ottobre 2011 esordisce anche nel massimo campionato spagnolo, giocando tutti i 90 minuti contro il Granada. Quattro giorni dopo, nuovamente titolare, mette a segno il suo primo gol nella Liga nella partita vinta 5-0 contro il Mallorca.
Il 19 dicembre 2011 vince il suo primo titolo con la maglia Blaugrana, conquistando la Coppa del mondo per club giocata in Giappone. In questo torneo scende in campo nel vittorioso 4-0 in semifinale contro l'Al-Sadd. Il 22 dicembre 2011 nella partita di Copa del Rey contro l'Hospitalet, partita poi vinta per 9 a 0, segna la sua prima doppietta personale con la maglia blaugrana. Il 25 maggio 2012 vince il suo secondo titolo con il Barcellona, battendo in finale l'Athletic Club e conquistando la Coppa del Re.
Il 31 gennaio 2013 viene ufficializzato il suo passaggio in prestito secco all'Ajax, dove sceglie la maglia numero 11. Il 10 febbraio esordisce nell'Eredivisie nel pareggio per 1-1 contro il Roda JC, fornendo l'assist, per il pareggio, a Daley Blind. Il 14 febbraio, invece, esordisce in Europa League nella vittoria per 2-0 contro la Steaua Bucarest. Il 5 maggio seguente vince il suo primo campionato olandese. Dopo 5 presenze totali torna al Barcellona per fine prestito.
Dopo una stagione passata come fuori rosa, il 10 luglio 2014, di comune accordo, decide di rescindere il proprio contratto, che lo legava fino al 30 giugno 2015, con il club catalano. L'esperienza al Barcellona finisce con un totale di 30 presenze, 4 reti e 3 trofei vinti.

#### Deportivo La Coruña
Cuenca, dopo aver rescisso consensualmente il contratto che lo legava al Barcellona, decide di firmare con il club del Deportivo La Coruña. Esordisce il 23 agosto 2014 nella sconfitta per 2-1 contro il Granada. Il 31 agosto successivo arriva la prima rete con la nuova maglia realizzando il calcio di rigore, al 90º minuto, che fissa il risultato sul 2-2 finale contro il Rayo Vallecano. Conclude l'esperienza con la maglia del Deportivo con un bottino di 29 presenze e 2 reti siglate.

#### Bursaspor
Il 7 agosto 2015 firma un contratto triennale con i turchi del Bursaspor. L'esordio arriva il 15 agosto successivo in occasione della sconfitta esterna, per 1-0, contro il Trabzonspor. Il primo gol con la maglia della squadra turca arriva il 28 ottobre 2015 in occasione della partita casalinga, vinta proprio per 1-0, contro il Sivasspor. A gennaio 2016, dopo appena 5 mesi, rescinde il proprio contratto che lo legava alla squadra turca.

#### Granada
Il 1º febbraio 2016, dopo 5 mesi passati in Turchia, decide di tornare in Spagna e di firmare un contratto, con durata di un anno e mezzo, con il Granada. L'esordio arriva il 14 febbraio successivo in occasione della sconfitta esterna, per 3-0, contro la Real Sociedad. L'8 maggio 2016 mette a segno le sue prime due reti con la maglia rossobianca in occasione della trasferta vinta, per 1-4, contro il Siviglia. Conclude la stagione con un bottino di 12 presenze e 2 reti.

#### Hapoel Be'er Sheva
Il 30 giugno 2017 viene acquistato dal club israeliano dell'Hapoel Be'er Sheva. L'esordio arriva il 16 agosto successivo in occasione dello spareggio di Champions League vinto, per 2-1, contro gli sloveni del Maribor. Il 9 settembre invece disputa la sua prima partita di Ligat ha'Al in occasione della vittoria casalinga, per 1-0, contro l'Hapoel Ashkelon. Il 14 ottobre arriva la prima marcatura nel campionato israeliano in occasione della trasferta vinta, per 1-3, contro l'Hapoel Ra'anana. Si ripete anche cinque giorni più tardi in Europa League nella sconfitta, per 1-2, contro i rumeni della Steaua Bucarest. A fine stagione vince, insieme ai suoi compagni, il campionato israeliano con un bottino di 20 presenze e 3 gol.

#### Reus
Dopo essersi svincolato dal club israeliano decide di tornare in patria per vestire la maglia del Reus, squadra in cui, dal 2008 al 2009, giocò nelle giovanili.

### Nazionale

#### Giovanile
Il 3 novembre 2011, dopo aver disputato ottime prestazioni con il Barcellona B e il Barcellona, viene convocato da Luis Milla nella Nazionale di calcio della Spagna Under-21 per le partite contro Estonia e Svizzera, valide per le Qualificazioni al campionato europeo di calcio Under-21 2013. Il 10 novembre 2011 arriva l'esordio con la maglia de La Rojita nella partita vinta 6 a 0 contro l'Estonia.

## Statistiche

### Presenze e reti nei club
| Stagione          | Squadra             | Campionato        | Campionato | Campionato | Coppe nazionali | Coppe nazionali | Coppe nazionali | Coppe continentali | Coppe continentali | Coppe continentali | Altre coppe | Altre coppe | Altre coppe | Totale | Totale |
| Stagione          | Squadra             | Comp              | Pres       | Reti       | Comp            | Pres            | Reti            | Comp               | Pres               | Reti               | Comp        | Pres        | Reti        | Pres   | Reti   |
| ----------------- | ------------------- | ----------------- | ---------- | ---------- | --------------- | --------------- | --------------- | ------------------ | ------------------ | ------------------ | ----------- | ----------- | ----------- | ------ | ------ |
| 2010-2011         | Sabadell            | SDB               | 28+4       | 4+1        | -               | -               | -               | -                  | -                  | -                  | -           | -           | -           | 32     | 5      |
| 2011-2012         | Barcellona B        | SD                | 6          | 2          | -               | -               | -               | -                  | -                  | -                  | -           | -           | -           | 6      | 2      |
| 2011-2012         | Barcellona          | PD                | 16         | 2          | CR              | 6               | 2               | UCL                | 7                  | 0                  | SS+SU+Cmc   | 0+0+1       | 0           | 30     | 4      |
| 2012-gen. 2013    | Barcellona          | PD                | 0          | 0          | CR              | 0               | 0               | UCL                | 0                  | 0                  | SS          | 0           | 0           | 0      | 0      |
| gen.-giu. 2013    | Ajax                | ED                | 3          | 0          | CO              | 0               | 0               | UCL+UEL            | 0+2                | 0                  | SO          | 0           | 0           | 5      | 0      |
| 2013-2014         | Barcellona          | PD                | 0          | 0          | CR              | 0               | 0               | UCL                | 0                  | 0                  | SS          | 0           | 0           | 0      | 0      |
| Totale Barcellona | Totale Barcellona   | Totale Barcellona | 16         | 2          |                 | 6               | 2               |                    | 7                  | 0                  |             | 1           | 0           | 30     | 4      |
| 2014-2015         | Deportivo La Coruña | PD                | 27         | 2          | CR              | 2               | 0               | -                  | -                  | -                  | -           | -           | -           | 29     | 2      |
| 2015-gen. 2016    | Bursaspor           | SL                | 12         | 1          | CT              | 7               | 0               | -                  | -                  | -                  | ST          | 0           | 0           | 19     | 1      |
| gen.-giu. 2016    | Granada             | PD                | 12         | 2          | CR              | 0               | 0               | -                  | -                  | -                  | -           | -           | -           | 12     | 2      |
| 2016-2017         | Granada             | PD                | 25         | 2          | CR              | 1               | 0               | -                  | -                  | -                  | -           | -           | -           | 26     | 2      |
| Totale Granada    | Totale Granada      | Totale Granada    | 37         | 4          |                 | 1               | 0               |                    | -                  | -                  |             | -           | -           | 38     | 4      |
| 2017-2018         | Hapoel Be'er Sheva  | LhA               | 9+1        | 2+0        | CI+CdL          | 2+2             | 0               | UCL+UEL            | 1+5                | 0+1                | SI          | 0           | 0           | 20     | 3      |
| 2018-gen. 2019    | Reus                | SD                | 0          | 0          | CR              | 0               | 0               | -                  | -                  | -                  | -           | -           | -           | 0      | 0      |
| 2019              | Sagan Tosu          | J1                | 29         | 6          | CdL+CI          | 3+0             | 0               | -                  | -                  | -                  | -           | -           | -           | 32     | 6      |
| 2020              | Vegalta Sendai      | J1                | 15         | 0          | CdL+CI          | 0               | 0               | -                  | -                  | -                  | -           | -           | -           | 15     | 0      |
| Totale carriera   | Totale carriera     | Totale carriera   | 187        | 24         |                 | 23              | 2               |                    | 15                 | 1                  |             | 1           | 0           | 227    | 27     |

### Cronologia presenze e reti in nazionale
| Cronologia completa delle presenze e delle reti in nazionale ― Spagna olimpica | Cronologia completa delle presenze e delle reti in nazionale ― Spagna olimpica | Cronologia completa delle presenze e delle reti in nazionale ― Spagna olimpica | Cronologia completa delle presenze e delle reti in nazionale ― Spagna olimpica | Cronologia completa delle presenze e delle reti in nazionale ― Spagna olimpica | Cronologia completa delle presenze e delle reti in nazionale ― Spagna olimpica | Cronologia completa delle presenze e delle reti in nazionale ― Spagna olimpica | Cronologia completa delle presenze e delle reti in nazionale ― Spagna olimpica |
| Data                                                                           | Città                                                                          | In casa                                                                        | Risultato                                                                      | Ospiti                                                                         | Competizione                                                                   | Reti                                                                           | Note                                                                           |
| ------------------------------------------------------------------------------ | ------------------------------------------------------------------------------ | ------------------------------------------------------------------------------ | ------------------------------------------------------------------------------ | ------------------------------------------------------------------------------ | ------------------------------------------------------------------------------ | ------------------------------------------------------------------------------ | ------------------------------------------------------------------------------ |
| 28-02-2012                                                                     | Torrelavega                                                                    | Spagna olimpica                                                                | 3 – 1                                                                          | Egitto olimpica                                                                | Amichevole                                                                     | -                                                                              |                                                                                |
| Totale                                                                         |                                                                                | Presenze                                                                       | 1                                                                              |                                                                                | Reti                                                                           | 0                                                                              |                                                                                |

| Cronologia completa delle presenze e delle reti in nazionale ― Spagna under 21 | Cronologia completa delle presenze e delle reti in nazionale ― Spagna under 21 | Cronologia completa delle presenze e delle reti in nazionale ― Spagna under 21 | Cronologia completa delle presenze e delle reti in nazionale ― Spagna under 21 | Cronologia completa delle presenze e delle reti in nazionale ― Spagna under 21 | Cronologia completa delle presenze e delle reti in nazionale ― Spagna under 21 | Cronologia completa delle presenze e delle reti in nazionale ― Spagna under 21 | Cronologia completa delle presenze e delle reti in nazionale ― Spagna under 21 |
| Data                                                                           | Città                                                                          | In casa                                                                        | Risultato                                                                      | Ospiti                                                                         | Competizione                                                                   | Reti                                                                           | Note                                                                           |
| ------------------------------------------------------------------------------ | ------------------------------------------------------------------------------ | ------------------------------------------------------------------------------ | ------------------------------------------------------------------------------ | ------------------------------------------------------------------------------ | ------------------------------------------------------------------------------ | ------------------------------------------------------------------------------ | ------------------------------------------------------------------------------ |
| 10-11-2011                                                                     | Melilla                                                                        | Spagna under 21                                                                | 6 – 0                                                                          | Estonia under 21                                                               | Qual. Europeo Under-21 2013                                                    | -                                                                              | 65’                                                                            |
| 14-11-2011                                                                     | Cordova                                                                        | Spagna under 21                                                                | 3 – 0                                                                          | Svizzera under 21                                                              | Qual. Europeo Under-21 2013                                                    | -                                                                              | 57’                                                                            |
| Totale                                                                         |                                                                                | Presenze                                                                       | 2                                                                              |                                                                                | Reti                                                                           | 0                                                                              |                                                                                |

## Palmarès

### Competizioni nazionali
- Coppa di Spagna: 1

Barcellona: 2011-2012
- Supercoppa di Spagna: 1

Barcellona: 2013
- Campionato olandese: 1

Ajax: 2012-2013
- Campionato israeliano: 1

Hapoel Be’er Sheva: 2017-2018

### Competizioni internazionali
- Coppa del mondo per club: 1

Barcellona: 2011